# Albert Duchow
Albert Duchow (* 1851 in Königsberg; † 15. Mai 1931 in Mannheim) war ein deutscher Kirchenmaler und Restaurator.

## Leben
Albert Duchow studierte von 1877 bis 1882 an der Großherzoglich badischen Akademie der bildenden Künste in Karlsruhe. 1877/78 erhielt er dort eine silberne Medaille im Fach Komposition. Anschließend arbeitete er als Kirchenmaler in Waldshut, Rastatt, Schwetzingen und Mannheim, wo er auch lebte. Er war bekannt für seine Restaurierungen von Malereien aus der Zopfzeit. etwa im Fridolinsmünster in Bad Säckingen. Danach war er als Restaurator in der Pfalz tätig.
Sein Onkel war der Waldshuter Maler Gustav Pollikeit.

## Werke
- 1885/86 Görwihl, St. Bartholomäus, Ausmalung (1970 entfernt)[4]
- 1887 Bad Säckingen, Fridolinsmünster, Ausmalung der Krypta
- 1902 begann er einen Bilderzyklus zum Leben Christi in acht Stuckspiegeln in der Kirche des Klosters Mariastein. Allerdings realisierte er nur die Hälfte der Bilder. 1932/33 wurden sie durch den in Basel ansässigen Maler Lothar Albert (1902–1972) übermalt.[5]
- Neuenburg am Rhein, Liebfrauenkirche, 14 Kreuzwegstationen (1940 zerstört)[2]